# Juan Fernández Temiño
Juan Fernández Temiño (falecido a 9 de novembro de 1556) foi um prelado católico romano que serviu como bispo de Leão (1546–1556).

## Biografia
No dia 19 de julho de 1546, Juan Fernández Temiño foi nomeado durante o papado de Paulo III como Bispo de Leão. A 10 de outubro de 1546, foi consagrado bispo. Serviu como Bispo de Leão até à sua morte a 9 de novembro de 1556.